# 桃井家住宅
桃井家住宅（ももいけじゅうたく）は和歌山県岩出市にある歴史的建造物。 

## 概要
江戸時代中期に、隣接する増田家と交替で那賀郡山崎組の世襲大庄屋・地士を勤めた桃井家の屋敷として建設された。主屋と表門と土塀が現存する。
主屋（大庄屋屋敷）は1754年（宝暦4年）築で、1967年に町文化財に指定されたが、指定前に主屋の西半棟が改築されている。
江戸時代築の表門は竣工時は隣接する増田家住宅と同様に東西の土塀に達する長大な長屋門であったが、戦後に「長屋門が主屋を覆うことは縁起が悪い」という理由で、短く切り落とされた。
主屋と表門の間に前庭、主屋の西と北に石庭がある。

## 建築概要
- 竣工

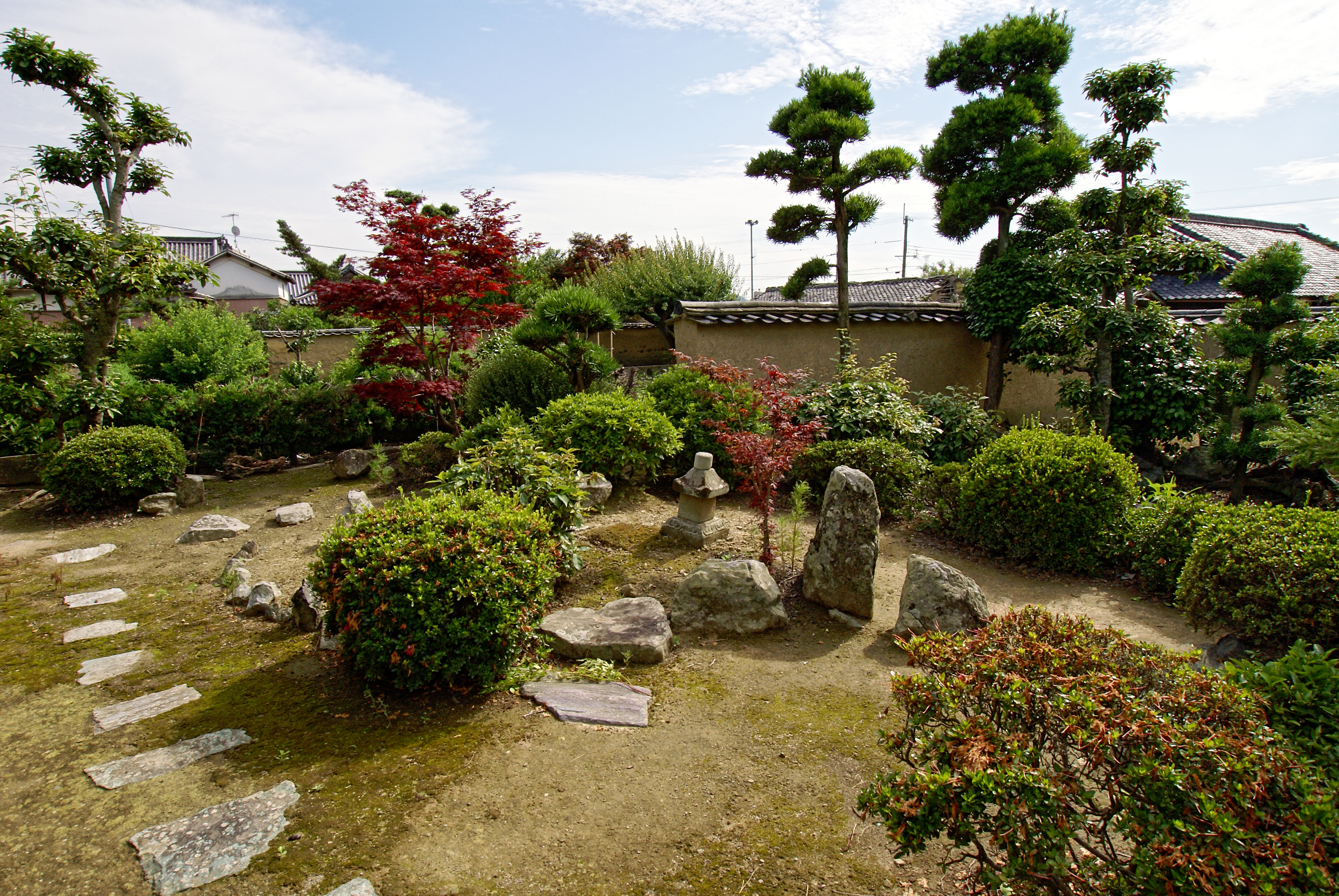
北西隅の庭園

  - 主屋（大庄屋屋敷）は -  1754年（宝暦4年）
  - 表門 - 江戸時代後期
- 所在地 - 和歌山県岩出市曽屋
- 備考 - 非公開、主屋（大庄屋屋敷）が岩出市指定文化財（昭和42年1月20日岩出町指定）

## 交通アクセス
- JR和歌山線 岩出駅 徒歩25分

## 周辺情報
- 増田家住宅（隣接） - 大庄屋屋敷、国の重要文化財
- 大宮神社 - 旧郷社
- 根来寺 - 境内は国の史跡。庭園（国の名勝）、大塔（国宝）などが現存。
- 一乗閣 - 旧和歌山県議会議事堂